# Triệu Nguyên Tá
Triệu Nguyên Tá (chữ Hán: 赵元佐; 965 - 1027), tên thật Triệu Đức Sùng (赵德崇), tự Duy Cát (惟吉), Trưởng tử của Tống Thái Tông Triệu Quang Nghĩa, mẹ là Nguyên Đức Hoàng hậu Lý thị (元德皇后李氏).

## Tiểu sử
Thiếu thời thông minh nhanh nhạy, hình dáng cử chỉ tương tự Tống Thái Tông, rất được Tống Thái Tông yêu thích. Lúc mười ba tuổi, đi theo đến vùng ngoại thành săn bắn, Tống Thái Tông gọi Triệu Nguyên Tá bắn, kết quả một phát mà trúng, Khiết Đan sứ giả ở bên cạnh nhìn thấy, vô cùng kinh ngạc. Từ nhỏ theo phụ thân xuất chinh Thái Nguyên, đất Kế U Châu.
Năm 982, Tần vương Triệu Đình Mỹ (秦王赵廷美) bị biếm làm huyện công đến Phù Lăng (涪陵). Triệu Nguyên Tá nỗ lực cứu vớt, sau đó Triệu Đình Mỹ chết, Triệu Nguyên Tá phát rồ, cũng thương tới người khác. Năm 985, Tống Thái Tông đại yến, chỉ có Triệu Nguyên Tá không được triệu tham gia, thế là nổi giận đốt cháy cung đình. Sau bị phế thành thứ dân. Sau khi Tống Chân Tông lên ngôi, nhớ đến tình huynh đệ, khôi phục tước vị. Năm 1027, tặng Hà Trung, Phượng Tường mục, truy phong Tề vương (齐王), thụy Cung Hiến (恭宪). Sau sửa phong Lộ vương (潞王), lại sửa Ngụy vương (魏王), thời Tống Huy Tông sửa phong Hán vương (汉王).

## Gia quyến
- Cha: Tống Thái Tông Triệu Quang Nghĩa (宋太宗赵光义)
- Mẹ: Nguyên Đức Hoàng hậu Lý thị (元德皇后李氏)

### Thê thiếp
- Sở Quốc phu nhân Phùng thị (楚国夫人冯氏; 964 - 996), con gái Trung Thư Lệnh Phùng Kế Nghiệp (冯继业)
- Kế phu nhân Vương thị (继夫人王氏)

### Dòng dõi
- Diên An Quận công → Bình Dương Quận vương Triệu Doãn Thăng (平阳郡王赵允升; 983 - 1035), tên thật là Triệu Doãn Trung (赵允中), tự Cát Tiên (吉先), Hữu giám môn vệ Tướng quân → Thiền Châu Quan sát sứ → Vũ Ninh quân → An Đức quân → Kiến Hùng quân → An Quốc quân Tiết độ sứ, tặng Thái úy, thụy Ý Cung (懿恭)
  - Thành Quốc công → Hàn Quốc công Triệu Tông Lễ (韩国公赵宗礼), Kiền Châu Quan sát sứ, tặng An Viễn quân Tiết độ sứ, Đồng trung thư môn hạ bình chương sự, thụy Cung Giản (恭简)
    - Thông Nghĩa hầu Triệu Trọng Kiều (通义侯赵仲翘), tặng Mi Châu Phòng ngự sứ
    - Hữu đồn vệ Đại tướng quân Triệu Trọng Mao (右屯卫大将军赵仲髦)
    - Huệ Quốc công Triệu Trọng Nguyệt (惠国公赵仲軏)
      - Đông Bình hầu Triệu Sĩ Phiêu (东平侯赵士穮), tặng Vận Châu Quan sát sứ
        - Triệu Bất Mãnh (赵不猛), Hữu Triều nghị đại phu
        - Triệu Bất Quyến (赵不狷), Huấn vũ lang
        - Triệu Bất Độc (赵不毒)

    - Cao Mật Thiệu công Triệu Trọng Thương (高密邵公赵仲苍)

  - Cao Mật hầu Triệu Tông Đạo (高密侯赵宗道)
  - Đằng vương Triệu Tông Đán (滕王赵宗旦), thụy Cung Hiếu (恭孝)
  - Hán Đông hầu Triệu Tông Khải (汉东侯赵宗楷)
  - Toại Quốc công Triệu Tông Xác (遂国公赵宗悫)
  - Hán Đông Quận công Triệu Tông Hồi (汉东郡公赵宗回)
  - Đông Dương Quận vương Triệu Tông Đễ (东阳郡王赵宗悌), thụy Hiếu Hiến (孝宪)
  - An Khang hầu Triệu Tông Mặc (安康侯赵宗默), tặng Kim Châu Quan sát sứ
  - Triệu Tông Trực (赵宗直), tặng Sùng Nghi phó sứ
  - Bình Dương Quận vương Triệu Tông Ngạn (平阳郡王赵宗彦)
  - Đàm vương Triệu Tông Huệ (郯王赵宗惠), thụy Cần Hiếu (勤孝)
  - Hoa Âm hầu Triệu Tông Bản (华阴侯赵宗本)
  - Đông Dương Quận công Triệu Tông Biện (东阳郡公赵宗辩)
  - Bành Thành Quận công Triệu Tông Hậu (彭城郡公赵宗厚)
  - Cao Mật Quận Hiếu Lão vương Triệu Tông Đạt (高密郡孝老王赵宗达)
- Phụng Hóa hầu → Mật Quốc công Triệu Doãn Ngôn (密国公赵允言; ? - 1029), Tả giám môn vệ Đại tướng quân → Hoàng Châu Thứ sử, tặng Minh Châu Quan sát sứ → An Viễn quân Tiết độ sứ → Đồng trung thư môn hạ bình chương sự
  - Kỳ Quốc công Triệu Tông Thuyết (祁国公赵宗说)
    - Phùng Dực hầu Triệu Trọng Mân (冯翊侯赵仲旻), quan đến Hữu vũ vệ Đại tướng quân, Đạo Châu Thứ sử, tặng Đồng Châu Quan sát sứ

  - Nam Khang Quận vương Triệu Tông Lập (南康郡王赵宗立)
    - Nam Khang Quận vương Triệu Trọng Lai (南康郡王赵仲来), quan đến Kim Châu Thứ sử
      - Ngụy vương → Hán vương Triệu Bất Thảng (汉王赵不傥)
        - Triệu Ngạn Thanh (赵彦清)

  - Đông Dương hầu Triệu Tông Quýnh (东阳侯赵宗迥)
  - Thanh Nguyên Quận công → Cao Mật Quận công Triệu Tông Vọng (高密郡公赵宗望)
    - Trần Quốc công Triệu Trọng Bân (陈国公赵仲邠), quan đến Trần Châu Quan sát sứ, tặng Bảo Tĩnh quân, Khai phủ nghi đồng tam ty, thụy Lương Hi (良僖)
      - Trần Quốc công Triệu Sĩ Quan (陈国公赵士关), tặng Trần Châu Quan sát sứ
      - Hội Kê hầu Triệu Sĩ Hoạch (会稽侯赵士获), tặng Việt Châu Quan sát sứ
      - Cao Mật Quận công Triệu Sĩ Canh (高密郡公赵士耕), tặng An Hóa quân Tiết độ quan sát lưu hậu
      - Triệu Sĩ Đẩu (赵士蚪), tặng Hữu đồn vệ Đại tướng quân
      - Tả thị cấm Triệu Sĩ Hiển (赵士睍)
      - Bỉnh nghĩa lang Triệu Sĩ Biển (赵士碥)
      - Tả thị cấm Triệu Sĩ Trăn (赵士榛)
- Tuân Quốc công Triệu Doãn Thành (郇国公赵允成), Hữu thần vũ vệ Tướng quân → Bộc Châu Phòng ngự sứ, tặng Thị trung, Trấn Giang quân Tiết độ sứ
  - Toại Quốc Chiêu Dụ công Triệu Tông Nhan (遂国昭裕公赵宗颜), tự Hi Thánh (希圣), Chiêu Tín quân Tiết độ sứ
    - Hoa Âm hầu Triệu Trọng Liên (华阴侯赵仲连)
    - Triệu Trọng Quân (赵仲筠), Thái tử Hữu nội suất phủ Phó suất
    - Triệu Trọng Đan (赵仲丹), Thái tử Hữu nội suất phủ Phó suất

  - An Lục hầu Triệu Tông Nột (安陆侯赵宗讷), An Châu Quan sát sứ
  - Hoa Âm hầu Triệu Tông Đỉnh (华阴侯赵宗鼎), Hoa Châu Quan sát sứ
  - Bành Thành Quận công Triệu Tông Nghiêm (彭城郡公赵宗严), Vũ Ninh quân Tiết độ sứ
  - An Lục hầu Triệu Tông Lỗ (安陆侯赵宗鲁), Tùy Châu Quan sát sứ
  - Phổ Ninh hầu Triệu Tông Nho (普宁侯赵宗儒), Dung Châu Quan sát sứ
  - Nam Xương Khang hầu Triệu Tông Nhân (南昌康侯赵宗仁)
  - Tân Bình Cung Tĩnh Quận vương Triệu Tông Bảo (新平恭靖郡王赵宗保), Đại Châu Phòng ngự sứ
    - Triệu Trọng Thư (赵仲恕), An Đức quân Tiết độ sứ
      - Yến Quốc công Triệu Sĩ Hòa (燕国公赵士盉)
        - Triệu Bất Khiên (赵不愆), Trung huấn lang
          - Triệu Thiên Nguyên (赵善元)

    - Triệu Trọng Cúc (赵仲鞠)

  - An Khang Quận quân (安康郡君), gả Lục trạch sứ Lưu An Đạo (刘安道)
  - An Đức Quận quân (安德郡君), gả Tả tàng khố phó sứ Trương Thừa Hi (张承禧), tái giá Tả tàng khố sứ Trương Thừa Khán (张承衎)
  - Triệu Ngọc Anh (赵玉英), Tiên Cư Huyện chúa (仙居县主), Chân Tịnh đại sư (真净大师)
  - Triệu Ngọc Hoa (赵玉华), Chân Tu đại sư (真修大师)